# Viver i Serrateix
Viver i Serrateix és un municipi de la comarca del Berguedà. Està format pels pobles de Viver, Serrateix i Sant Joan de Montdarn.
La primera referència històrica escrita que es té, és de Viver i data de l'any 910 quan el rei franc Lluís, el Piadós, manà construir-hi unes fortificacions per a lluitar contra els àrabs.
El municipi pertany a la diòcesi del bisbat de Solsona.
El dia 1 de juny de 1999, la Generalitat de Catalunya va declarar el Monestir de Santa Maria de Serrateix “Bé cultural d´interès nacional, en la categoria de monument històric” (DOGC nº 2923 del 5 de juliol de 1999).

## Geografia
| Entitat de població   | Habitants (2024) |
| Serrateix             | 77               |
| Viver                 | 72               |
| Sant Joan de Montdarn | 24               |
| Font: Idescat         |                  |

- Llista de topònims de Viver i Serrateix (Orografia: muntanyes, serres, collades, indrets..; hidrografia: rius, fonts...; edificis: cases, masies, esglésies, etc).

## Demografia
| 1497 f | 1515 f | 1553 f | 1717 | 1787 | 1857 | 1877 | 1887 | 1900 | 1910 |
| ------ | ------ | ------ | ---- | ---- | ---- | ---- | ---- | ---- | ---- |
| 11     | 20     | 35     | 188  | 223  | 833  | 729  | 474  | 479  | 487  |

| 1920 | 1930 | 1940 | 1950 | 1960 | 1970 | 1981 | 1990 | 1992 | 1994 |
| ---- | ---- | ---- | ---- | ---- | ---- | ---- | ---- | ---- | ---- |
| 490  | 669  | 677  | 622  | 552  | 538  | 235  | 216  | 212  | 212  |

| 1996 | 1998 | 2000 | 2002 | 2004 | 2006 | 2008 | 2010 | 2012 | 2014 |
| ---- | ---- | ---- | ---- | ---- | ---- | ---- | ---- | ---- | ---- |
| 191  | 184  | 188  | 194  | 195  | 194  | 193  | 188  | 178  | 174  |

| 2016 | 2018 | 2020 | 2022 | 2024 | 2026 | 2028 | 2030 | 2032 | 2034 |
| ---- | ---- | ---- | ---- | ---- | ---- | ---- | ---- | ---- | ---- |
| 162  | 164  | 172  | 166  | 175  | -    | -    | -    | -    | -    |

## Llocs d'interès
- Roques Ratllades
- Castell de Viver
- Monestir de Santa Maria de Serrateix
- Roques de Codinacs